# Katalin Sterk
Katalin Sterk (Hungría, 30 de septiembre de 1961) es una atleta húngara retirada especializada en la prueba de salto de altura, en la que consiguió ser medallista de bronce europea en pista cubierta en 1982.

## Carrera deportiva
En el Campeonato Europeo de Atletismo en Pista Cubierta de 1982 ganó la medalla de bronce en el salto de altura, con un salto por encima de 1.99 metros que fue récord nacional húngaro, tras las saltadoras alemanas Ulrike Meyfarth y Andrea Bienias, ambas también con 1.99 metros pero con menos intentos.